# There Will Be Blood (альбом)
There Will Be Blood — инструментальный альбом-саундтрек к фильму 2007 года «Нефть», написанный гитаристом группы Radiohead Джонни Гринвудом. В Великобритании саундтрек был выпущен 17 декабря 2007 года, в США — 18 декабря.

## Об альбоме
Несмотря на всеобщее восхищение и предполагаемую роль претендента на премию «Оскар» за лучшую музыку к фильму на 80-й церемонии награждения премией, альбом был признан неподходящим на эту роль из-за использования на нём уже существующего материала. Саундтрек включает в себя элементы композиции Гринвуда «Popcorn Superhet Receiver» и композиций с его альбома Bodysong (например, «Convergence», играемая поверх заглавного трека во время эпизода пожара на буровой вышке), а также работ Арво Пярта и Иоганнеса Брамса.
В 2008 году альбом был номинирован на премию «Грэмми» в категории «Лучший альбом, являющийся саундтреком к фильму, телевидению или другому визуальному медиа».
Nonesuch Records предоставляет возможность цифрового скачивания трёх бонус-треков после покупки альбома через веб-сайт компании.

## Список композиций
Все композиции написаны Джонни Гринвудом.
1. «Open Spaces» — 3:55
2. «Future Markets» — 2:41
3. «Prospectors Arrive» — 4:34
4. «Eat Him by His Own Light» — 2:41
5. «Henry Plainview» — 4:14
6. «There Will Be Blood» — 2:05
7. «Oil» — 3:06
8. «Proven Lands» — 1:51
9. «HW/Hope of New Fields» — 2:30
10. «Stranded the Line» — 2:21
11. «Prospectors Quartet» — 2:57
12. «HW / Hope of New Fields (Orchestral Version)» * — 2:32
13. «Prospectors Quartet (Orchestral Version)» * — 2:56
14. «De-Tuned Quartet» * — 4:32